# 신곡보

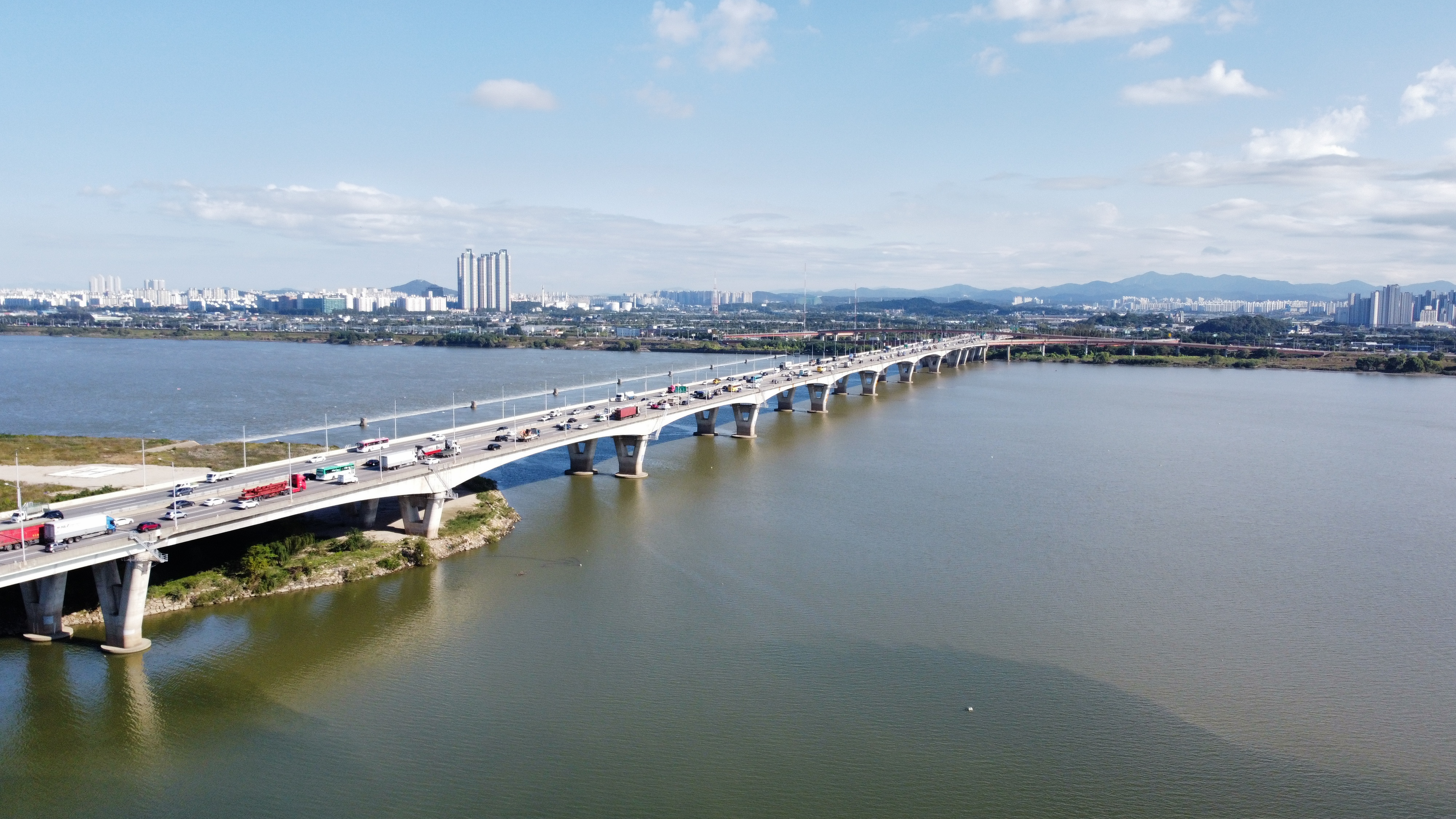
김포대교 서쪽으로 신곡보가 보인다.

신곡보(新谷洑)는 1980년대 한강종합개발계획(1982년 ~ 1986년) 당시 준설로 낮아진 한강 수위를 유지하기 위해 만든 것으로, 그 밖에 바닷물 유입 방지 및 농업용수(農業用水)의 안정적 공급 등 여러 부가적 이유를 들어 1988년 6월에 설치된 총 길이 1,007 m의 보(洑)이다.

## 개요
신곡보는 경기도 김포시 고촌읍 신곡리 백마도를 사이에 두고, 한강 본류 쪽으로는 고양시 덕양구와의 사이에 길이 883 m의 물속 고정보가, 김포 육지와 백마도 사이에는 수문(水門)이 달린 길이 124 m의 가동보가 각각 설치되어 있다. 보의 상류 170 m 지점에는 김포대교가, 상류 2.3 km 지점에는 행주대교가 있다. 신곡보에서 하류 방향은 습지보호지역으로 지정되어 있다.
2010년대 들어 이 보 주변의 한강 하류에서 녹조 현상이 심해지면서 철거에 관한 논란이 벌어지고 있다.